# Kraftwerk Offleben
Das Kraftwerk Offleben war ein Braunkohlekraftwerk bei Offleben im Helmstedter Braunkohlerevier. Das 1954 in Betrieb genommene Kraftwerk hatte anfangs eine Leistung von 100 Megawatt – bis 1973 wurde diese auf 770 Megawatt gesteigert. 1985 und 1990 wurde die Anlage teilweise und 2002 endgültig stillgelegt.

## Geschichte
Das Kraftwerk Offleben gehörte zum Betrieb der Braunschweigischen Kohlen-Bergwerke (BKB). Bedingt durch die Grenzschließung am 26. Mai 1952 zwischen der DDR und der BRD verlor das Unternehmen sowohl Abraumflächen als auch das Kraftwerk Harbke, da diese nun auf dem Gebiet der DDR lagen. Diese Defizite sollten durch eigene Kraftwerksbauten auf westdeutscher Seite ersetzt werden. Planung und Bauzeit betrugen nur zwei Jahre. 1954 konnte der erste Block des Kraftwerkes Offleben in Betrieb genommen werden. In den Jahren 1958 sowie 1962 wurde das Kraftwerk mit einer jeweils 72MW Turbine erweitert. 1967 entstanden nach zweijähriger Bauzeit direkt neben dem Kraftwerk zwei neue komplette Blöcke (A, B) mit anfangs jeweils 100MW. Seitdem unterscheidet man zwischen Offleben 1 mit den 5 Turbinen und Offleben 2 mit Block A und B. Zum ersten Mal war hier ein reiner Blockbetrieb gewählt worden. Während Offleben 1 noch mehrere Kessel eine Turbine speisten und außerdem noch Querverbindungen untereinander bestanden, waren in dem neuen Kraftwerk je ein Kessel und eine Turbine zusammengefasst. Im November 1969 begannen die Arbeiten für einen dritten Block für Offleben 2 der im Frühjahr 1973 als Block C mit 325MW fertiggestellt wurde. Gleichzeitig wurde die Leistung der Blöcke A und B von 100MW auf 125MW gesteigert. Durch den Bau des Kraftwerk Buschhaus wurde 1985 Offleben 1 abgeschaltet. 1990 wurden die Blöcke A und B stillgelegt. Entgegen der ursprünglichen Planungen das Kraftwerk bis 2009 aus dem Tagebau Emmerstedt zu versorgen wurde der Block C 2002 stillgelegt, da der Tagebau Emmerstedt nicht aufgeschlossen wurde und der Tagebau bei Helmstedt 2002 ausgekohlt war. Somit wurde dem Kraftwerk die Betriebsgrundlage entzogen und am 9. August 2002 stillgelegt. Dies war mit dem Verlust zahlreicher Arbeitsplätze und schwindenden Steuereinnahmen für die damalige Gemeinde Büddenstedt verbunden. Am 11. Juli 2004 gab es ein Feuer in der Kohleförderbandanlage und Übergabestation. Im August 2004 wurden Teile des Katastrophenfilms Tsunami im stillgelegten Kraftwerk gedreht. Ein weiteres Feuer ist am 13. Februar 2006 in einer Filteranlage ausgebrochen. Bei Abrissarbeiten durch Funkenflug bei Arbeiten mit Schneidbrennern haben sich Kunststoffteile in der circa 40 Meter hohen Filteranlage entzündet.
Der 207 Meter hohe Schornstein des Kraftwerks wurde am 29. September 2006 gesprengt und am 14. Januar 2009 das letzte Kesselhaus von Block C.

## Ausstattung
Kraftwerk Offleben wurde unterteilt in
- Offleben 1 mit 245MW, ein Sammelschienenkraftwerk mit sieben Kesseln und fünf Turbinensätzen und
- Offleben 2 mit 525MW, das in drei Kraftwerksblöcken (A, B und C) errichtet wurde. Block A und B lieferten anfangs 100MW später 125MW, der erst 1972 entstandene  Block C hatte eine Leistung von 325 MW. Insgesamt produzierte die gesamte Anlage im Verlaufe ihres Bestehens etwa 126 Millionen Megawattstunden elektrischer Energie und war damit das größte und produktivste Kraftwerk im Helmstedter Revier.[5]

## Abriss

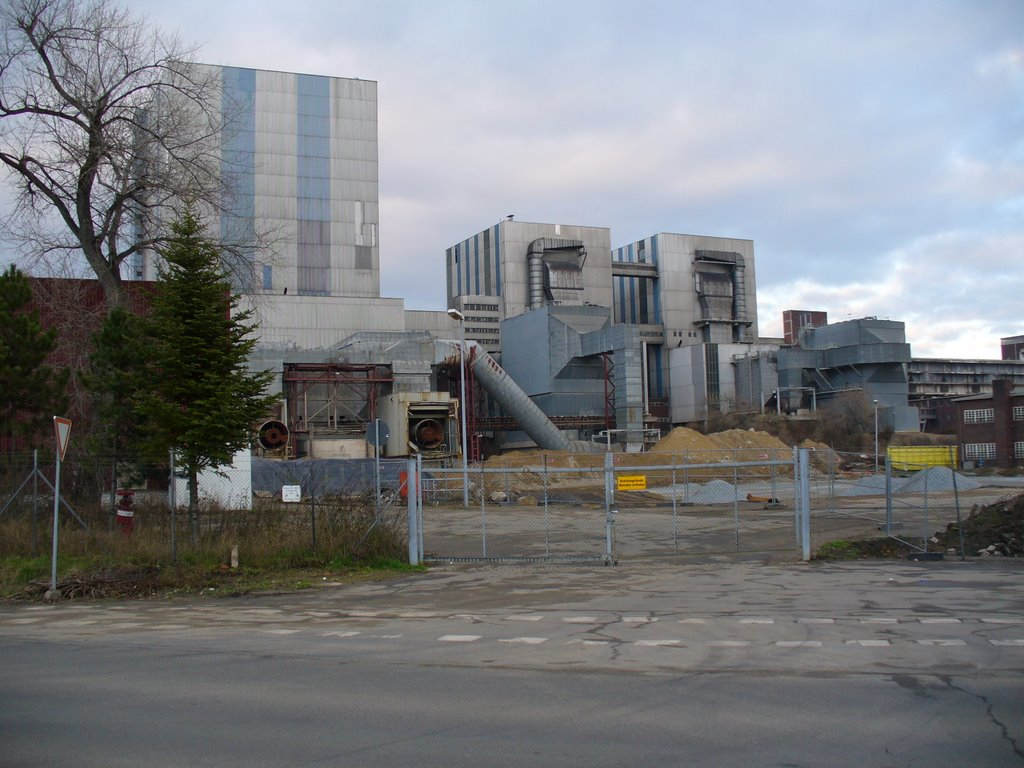
Stand des Abbruchs im Dezember 2006

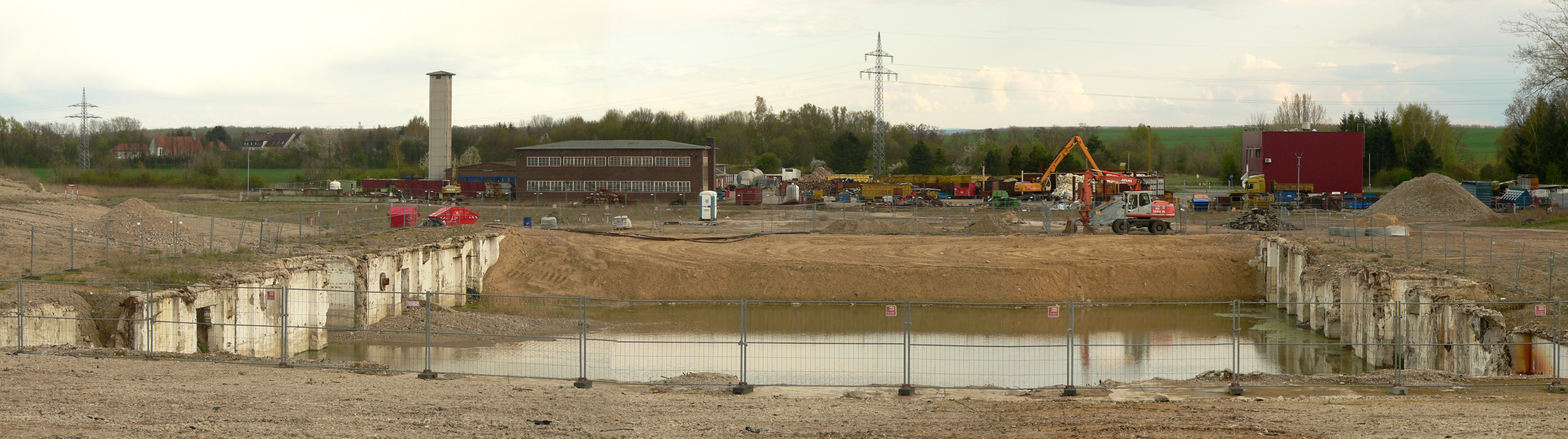
Reste des abgerissenen Kraftwerks Offleben (2012)

Am 9. August 2002 wurde das Kraftwerk Offleben stillgelegt, was mit dem Verlust von Arbeitsplätzen und schwindenden Steuereinnahmen für die Gemeinde verbunden war. Der 207 Meter hohe Schornstein des Kraftwerks wurde am 29. September 2006 gesprengt. Am 14. Januar 2009 wurde das rund 84 m hohe Kesselhaus des Blocks C gesprengt, womit das letzte Wahrzeichen des Kraftwerks fiel. Bis 2011 wurden die Kraftwerksanlagen vollständig zurückgebaut und es entstand auf dem ehemaligen Kraftwerksgelände eine Gewerbefläche zur Neuansiedlung von Industrie- und Gewerbebetrieben. Dabei handelt es sich um die größte ausgewiesene Gewerbefläche im Landkreis Helmstedt.